# Carlo Ratti

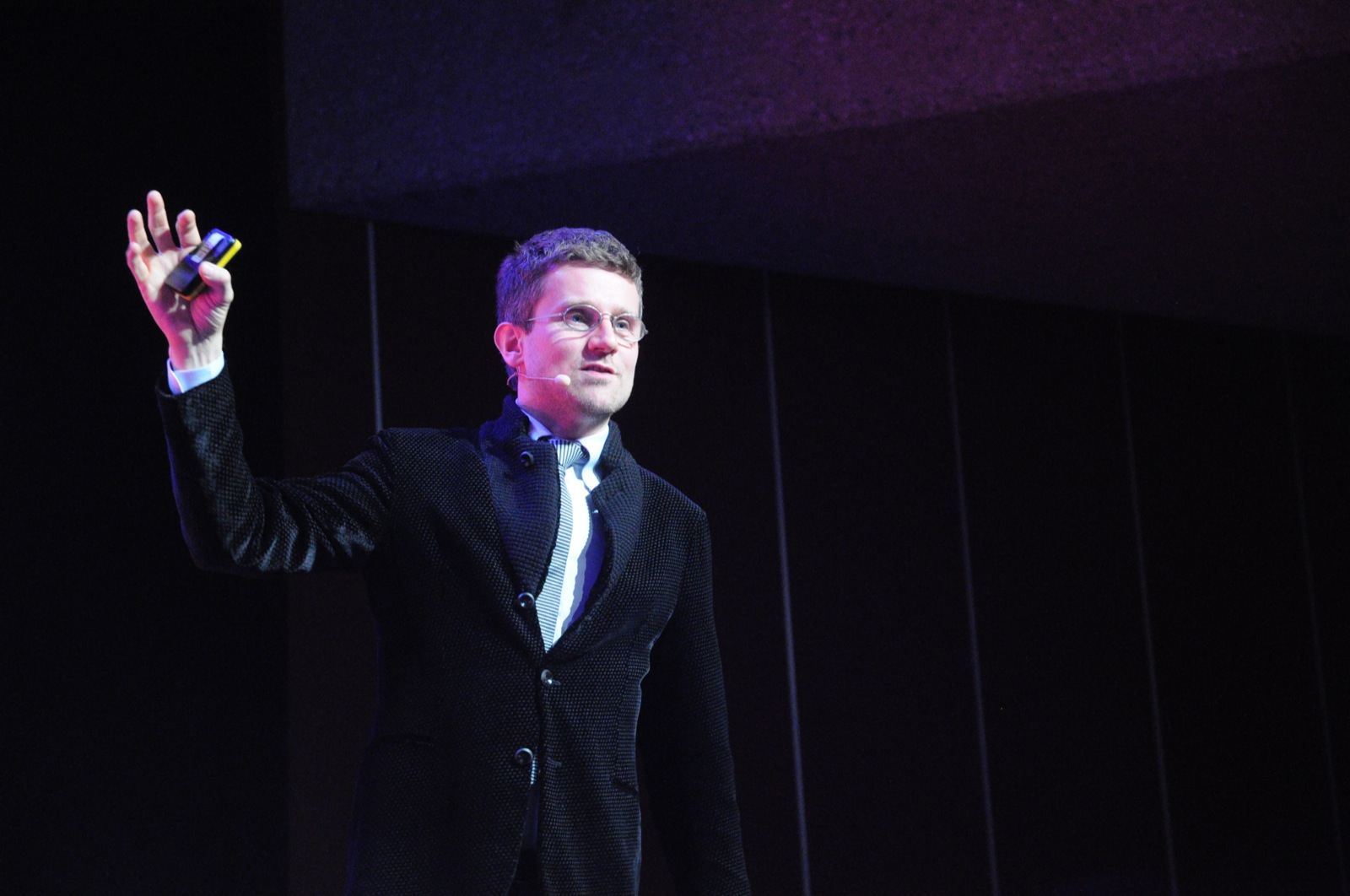
Carlo F. Ratti en 2009.

Carlo F. Ratti (Turín, Italia, 1971) es un arquitecto, ingeniero, inventor, maestro y activista italiano, que imparte clases en el Massachusetts Institute of Technology, USA, donde dirige el MIT Senseable City Lab, un grupo de investigación que explora cómo las nuevas tecnologías están cambiando la forma de entender, diseñar y vivir las ciudades.
Además, es socio fundador de la oficina de diseño internacional Carlo Ratti Associati, la cual se estableció en 2002 en Turín (Italia). Ratti fue nombrado un de los "50 diseñadores más influyentes de América” por Fast Company y destacó en la “Lista Inteligente: 50 personas que cambiarán el mundo” en Wired Magazine.

## Primeros años y educación
Ratti se graduó en el Politecnico di Torino, en Italia y en la École Nationale des Ponts et Chaussées en París, Francia. Más tarde, obtuvo su MPhil y PhD  en el Martin Centre de la Universidad de Cambridge, Reino Unido. En 2000 se trasladó al Massachusetts Institute of Technology (MIT por sus siglas en inglés) como becario Fulbright, trabajando con Hiroshi Ishii en el MIT Media Lab.

## Visión
Dentro de la charla TED 2011 en Long Beach, Ratti esbozó su particular visión de una "arquitectura que siente y responde": Las tecnologías digitales se están convirtiendo en una red atomizada, por consiguiente, hay un gran cambio en la interacción entre los seres humanos y su entorno construido. Es como si nuestras ciudades, edificios y objetos empezaran a "hablar de regreso a nosotros". En una discusión con el arquitecto Peter Cook como parte del Royal College of Art 2011/2012, en una Serie de Lecturas de Arquitectura en Londres, Ratti respaldó su visión con la de Miguel Ángel de "por qué no me hablas" de igual manera que se apoyó en ideas de los periodos Barroco y Art Nouveau.
El campo de trabajo de Ratti se relaciona con el entorno construido de las ciudades, desde las redes de la calle a los sistemas de plomería y basura, utilizando nuevos tipos de sensores y electrónica que han transformado la forma en que podemos describir y comprender las ciudades. Otros proyectos transforman esta ecuación, utilizando datos obtenidos de sensores para realmente crear nuevos ambientes deslumbrantes. The Copenhagen Wheel desarrollado por el MIT Senseable City Lab, explora la manera en que cualquier bicicleta podría transformarse en una e-bike conectada a la red mediante el simple cambio de un cubo de la rueda. El proyecto Trash Track utiliza rastreo electrónico para tener una mayor comprensión y optimizar los flujos de la basura a través de las ciudades. Ratti también ha abierto un centro de investigación en Singapur como parte de una iniciativa liderada por el MIT sobre el Futuro de la Movilidad Urbana.
El trabajo de Carlo Ratti ha sido fundamental en el campo de las ciudades inteligentes o smart cities. En un artículo publicado en la revista Scientific American, junto a Anthony M. Townsend, Ratti contrasta la visión tecnocrática dominante de las ciudades inteligentes destacando en cambio el "rostro humano" de las tecnologías urbanas y su potencial para promover el empoderamiento social de abajo hacia arriba ("bottom-up").
Ratti ha sido presentado en la lista de la revista Esquire "2008 Best & Brightest" y en la selección de Thames & Hudson "60 Innovators Shaping our Creative Future". En 2010, la revista Blueprint Magazine lo incluyó como una de las "25 Personas que cambiara Arquitectura y Diseño", Forbes lo señaló como uno de los nombres que usted necesita conocer en 2011".

## Arquitectura y diseño
Los diseños de Ratti se vinculan entre lo físico y lo digital de una manera inventiva. The Digital Water Pavilion en la Exposición Universal de 2008 en Zaragoza responde a los visitantes al separar una cortina de agua para permitir el ingreso. Su arquitectura fluida, literalmente, fue considerada por la revista Time como uno de los "mejores inventos del ano". En su extensión de la casa de moda Trussardi en Milán, ha desarrollado con el botánico Patrick Blanc, una cubierta verde vertical, la cual está suspendida en una caja de cristal para promover nuevas interacciones con la gente en el interior y el exterior. Una propuesta, no construida, para los Juegos Olímpicos de 2012 en Londres se convierte de un edificio emblemático en una 'Cloud' con un parpadear arte interactivo.
Varios proyectos de diseño se basan en la visualización de datos. Real Time Rome, el cual llenaba todo el pabellón en la Bienal de Arquitectura de Venecia 2006, exploró la dinámica en tiempo real de una ciudad mapeada a través de datos de teléfonos celulares. New York Talk Exchange, expuesto en el MoMA de Nueva York como parte de la exposición ‘Design and the Elastic Mind’, se trasladó más para explorar las comunicaciones globales fluye junto a Saskia Sassen. Varios proyectos de la Senseable City Lab se incluyeron en los "Mejores Infografías de 2011" en Fast Company. Un proyecto de análisis de datos y visualización resultó en un artículo de opinión en The New York Times para rediseñar el mapa de los Estados Unidos.
Durante el 2013 en la Semana del Diseño en Milán (Salone del Mobile), la obra de Ratti irrumpió en el diseño de productos, con un proyecto para la compañía internacional de muebles Cassina, llamada ‘Our Universe’. En el mismo evento, otro proyecto llamado 'Makr Shakr', exploró la tercera revolución industrial y su efecto en la creatividad y el diseño a través del simple proceso de hacer una bebida.

## Contribuciones científicas
Ratti ha sido autor de más de 250 publicaciones científicas. En un artículo seminal de Environment and Planning B, cuestiona la validez de Space Syntax, técnica de análisis urbano. Ha ido abriendo el camino en la exploración de la utilización de datos de telefonía celular para comprender las dinámicas urbanas, que ahora se ha convertido en un campo establecido de la investigación científica. En general, el MIT Senseable City Lab trabaja en los documentos que utilizan el análisis de redes y la complejidad de la ciencia para entender mejor las ciudades. Tales aspectos fueron discutidos por Ratti en el Salón de la revista Seed, junto con el matemático Steven Strogatz.

## Docencia y activismo
Ratti ha sido profesor en el Politécnico de Torino, la École Nationale des Ponts et Chaussées, la Universidad de Harvard, el Instituto Strelka y el MIT. La clase "Urban Infoscape" impartida en "Harvard Graduate School of Design" en 2004, fue fundamental para establecer la visión del MIT senseable City Lab. En 2011, Ratti era un miembro del equipo del laboratorio y curador para la ubicación en Berlín del BMW Guggenheim Lab. También fue director del programa en el Instituto Strelka de Medios de Comunicación, Arquitectura y Diseño en Moscú.
Mientras que fue estudiante de doctorado de la Universidad de Cambridge, Ratti fue uno de los iniciadores del Progetto Collegium para la reforma de las universidades italianas, junto con los filósofos Umberto Eco y Marco Santambrogio. El proyecto dio lugar a la fundación del Collegio di Milano y de otras instituciones en Italia. Ratti ha participado en varias iniciativas cívicas, sobre todo para preservar el patrimonio arquitectónico industrial de Italia.
En junio de 2007, el ministro italiano de Cultura y Turismo, Francesco Rutelli ha seleccionado Ratti como miembro del Consejo de Diseño Italiano, un consejo asesor para el gobierno italiano, que incluye 25 líderes del diseño en Italia. También fue el presidente del Comitato Valdo Fusi, una iniciativa de la gente para redisenar Piazzale Valdo Fusi en Turin.
En 2009, Ratti trabajo en varias iniciativas cívicas en Brisbane (Australia), después de ser nombrado el primer Innovador en Residencia de Queensland, una iniciativa del Gobierno de Queensland que invita a pensadores de renombre mundial para llevar su propia perspectiva única de los problemas que actualmente afectan a los habitantes de Queensland.
Desde 2009, ha sido delegado al World Economic Forum en Davos y es parte del Consejo de la Agenda Global del Foro Económico Mundial de Infraestructura y Desarrollo Urbano. Entre 2015 y 2018 fue asesor especial de Ciudades Inteligentes y Digitales a la Comisión Europea.

## Publicaciones
Ratti es colaborador del diario italiano Il Sole 24 Ore y corresponsal de la revista de diseño Domus. Ha escrito para la revista Scientific American, The Architectural Review, La Stampa, BBC, The Huffington Post, el New York Times, The Global Herald. Un libro sobre Opensource Architecture, junto con Joseph Grima, ha sido anunciado por la editorial italiana Einaudi.